# Campanula persicifolia
Campanula persicifolia es una planta de la familia de las campanuláceas.

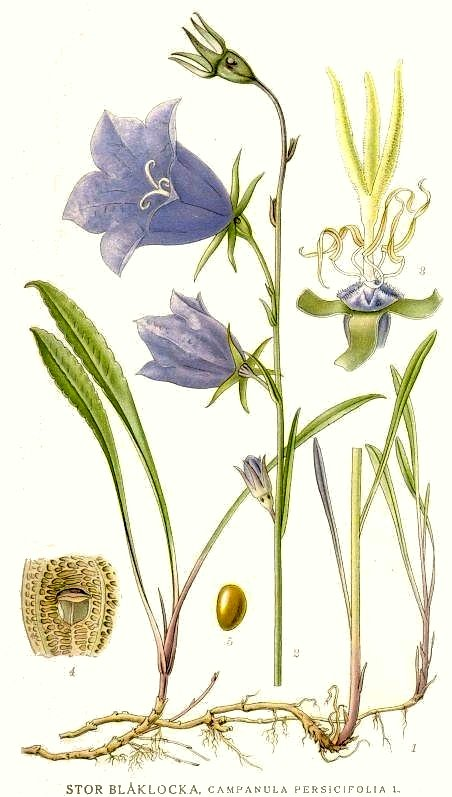
Ilustración

## Descripción
Planta perenne, glabra, de tallo erecto, no ramoso de hasta 70 cm. Hojas lanceoladas a obovadas, de dientes redondeados, pecioladas; hojas caulinares más estrechas, sentadas. Flores violeta azul ampliamente acampanadas con cabillos y amplios lóbulos triamgulares, 3-4 cm, terminales y axilares. Dientes calicinos la mitad de largo que la corola. Florece en primavera y verano.

## Hábitat
Bosques, malezas, claros, y campos de hierba.

## Uso

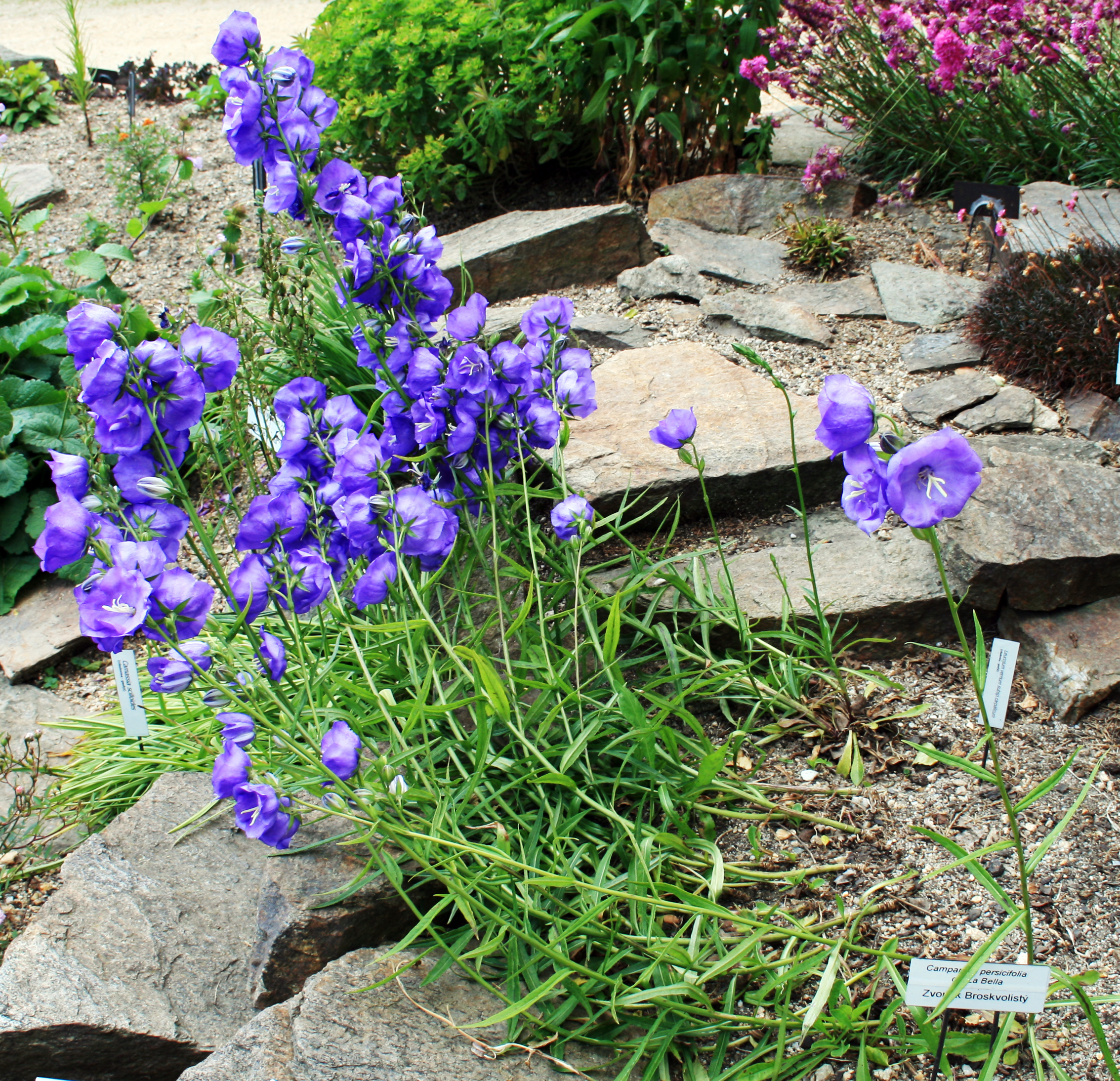
Campanula persicifolia creciendo en el jardín botánico de Liberec, República Checa

En jardinería es usada como planta ornamental debido a la belleza de sus flores; también hay variedades con flores blancas.

## Distribución
Gran parte de Europa, excepto Portugal, Irlanda e Islandia. Introducida en Gran Bretaña.

## Taxonomía
Campanula persicifolia fue descrita por Carolus Linnaeus y publicado en Species Plantarum 1: 164. 1753.
Sinonimia
- Campanula amygdalifolia Salisb.
- Campanula dasycarpa Kit. ex Schultes
- Neocodon persicifolius (L.) Kolak. & Serdyuk.
- Rapunculus persicifolius (L.) Fourr.[3][4]

subsp. sessiliflora (Velen.) Fed. ex Greuter & Burdet
- Campanula persicaster F.Herm.
- Campanula sessiliflora K.Koch[5]

subsp. subpyrenaica (Timb.-Lagr.) Fed.
- Campanula subpyrenaica Timb.-Lagr.[6]

## Nombres comunes
- Castellano:  campanillas, campanillas silvestres.[7]